# Ma Zhaoyong
Ma Zhaoyong es un deportista chino que compite en taekwondo. Ganó una medalla de plata en el Campeonato Mundial de Taekwondo de 2013 en la categoría de –87 kg.

## Palmarés internacional
| Campeonato Mundial | Campeonato Mundial | Campeonato Mundial | Campeonato Mundial |
| Año                | Lugar              | Medalla            | Categoría          |
| ------------------ | ------------------ | ------------------ | ------------------ |
| 2013               | Puebla (México)    | Medalla de plata   | –87 kg             |